# 3336 Grygar
3336 Grygar este un asteroid din centura principală.

## Descoperirea asteroidului
A fost descoperit de astronomul ceh Luboš Kohoutek, la 26 octombrie 1971, la observatorul astronomic din Bergedorf, Germania.

## Denumirea asteroidului
Asteroidul a primit numele în onoarea astronomului ceh Jiří Grygar.

## Caracteristici
3336 Grygar prezintă o orbită caracterizată de o semiaxă majoră egală cu 2,3244586 u.a. și de o excentricitate de 0,1862678, înclinată cu 0,85704° față de ecliptică.